# Christian Wiyghan Tumi

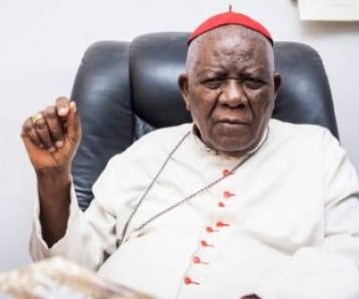
Christian Wiyghan Kardinal Tumi (2011)

Kardinalswappen von Kardinal Tumi

Christian Wiyghan Kardinal Tumi (* 15. Oktober 1930 in Kikaikelaki, Kamerun; † 3. April 2021 in Douala) war ein kamerunischer Geistlicher und Erzbischof von Douala sowie Kardinal der römisch-katholischen Kirche. Tumi galt als eine der wichtigsten Persönlichkeiten in der anglophonen Krise Kameruns.

## Leben
Christian Wiyghan Tumi studierte an mehreren Seminaren in Nigeria sowie an den Universitäten von Lyon und Freiburg die Fächer Katholische Theologie und Philosophie sowie Erziehungswissenschaften. Am 17. April 1966 empfing er die Priesterweihe und wurde in den folgenden zwei Jahren als Seelsorger in der Erzdiözese Bamenda eingesetzt. Von 1967 bis 1969 arbeitete er als Lehrer am Knabenseminar von Souppo-Bouéa. Nach weiteren Studien in Europa wirkte er in den Jahren 1973 bis 1979 als Regens des Priesterseminars von Bambui und als Seelsorger in der Erzdiözese Bamenda.
Am 6. Dezember 1979 ernannte ihn Papst Johannes Paul II. zum Bischof von Yagoua und spendete ihm am 6. Januar 1980 die Bischofsweihe, Mitkonsekratoren waren Erzbischof Eduardo Martínez Somalo, Substitut des Staatssekretariates, und Ferdinando Maggioni, Weihbischof in Mailand. Am 19. November 1982 ernannte der Papst ihn zum Koadjutorerzbischof und am 17. März 1984 zum Erzbischof von Garoua. Von 1985 bis 1991 war er Präsident der kamerunischen Bischofskonferenz sowie von 1990 bis 1994 Präsident des Symposium der Bischofskonferenzen von Afrika und Madagaskar.
Christian Wiyghan Tumi wurde durch Johannes Paul II. im Konsistorium vom 28. Juni 1988 als Kardinalpriester mit der Titelkirche Santi Martiri dell’Uganda a Poggio Ameno in das Kardinalskollegium aufgenommen und wurde am 31. August 1991 zum Erzbischof von Douala ernannt.
Tumi galt als der führende Kopf der politischen Opposition Kameruns und als der bedeutendste Gegner des Staatspräsidenten Paul Biya. Im Januar 2018 kritisierte er Biyas Kampf gegen Separatisten und erklärte: „Sie bringen keinen Frieden mit Gewalt und Gewalt erzeugt Gewalt“. Im November 2020 wurde Tumi in Kamerun – mutmaßlich von Separatisten – entführt und nach einer Nacht wieder freigelassen.
Er nahm nach dem Tod Johannes Pauls II. am Konklave 2005 teil. Im Oktober desselben Jahres machte er auf sich aufmerksam, als er kurz nach dem Ende der Weltbischofssynode in einem dpa-Interview die Verwendung von Kondomen für Verheiratete befürwortete, wenn ein Ehepartner HIV-infiziert ist, um eine Infektion des anderen Ehepartners zu verhindern. Tumi konstatierte in diesem Interview weiterhin, dass es im Vatikan derzeit ein Umdenken in dieser Frage von der bisherigen traditionellen Linie der römisch-katholischen Kirche gebe.
Am 17. November 2009 nahm Papst Benedikt XVI. sein aus Altersgründen vorgebrachtes Rücktrittsgesuch an. Am Konklave 2013 nahm Kardinal Tumi wegen Überschreitung der Altersgrenze nicht mehr teil. Er starb im April 2021 im Alter von 90 Jahren.

### Mitgliedschaften in der römischen Kurie
Christian Wiyghan Tumi war Mitglied der folgenden Kongregationen und Räte der römischen Kurie:
- Kongregation für die Evangelisierung der Völker
- Kongregation für den Gottesdienst und die Sakramentenordnung (seit 2005)[6]
- Kongregation für das Katholische Bildungswesen
- Päpstlicher Rat für die Kultur
- Päpstlicher Rat „Cor Unum“ (seit 2000)[7]
- Päpstlicher Rat für die Familie (seit 2007)[8]